# Scoparia animosa
Scoparia animosa là một loài bướm đêm trong họ Crambidae.